# Кобузе
Кобузе (пол. Kobuzie) — село в Польщі, у гміні Добжинево-Дуже Білостоцького повіту Підляського воєводства.
У 1975-1998 роках село належало до Білостоцького воєводства.